# Památník obětem války a násilí
Památník obětem války a násilí, nazývaný také Slezská pieta a polsky Pomnik Ofiarom Wojen i Przemocy nebo Śląska Pieta, je památník/pomník a bronzová plastika na náměstí Skwer im. Karola Cebuli ve městě Strzelce Opolskie v okrese Strzelce v Polsku. Geograficky se nachází v pohoří Chełm v Opolském vojvodství v Horním Slezsku.

## Historie a popis díla
Památník obětem války a násilí vytvořil polský umělec Karol Zbigniew Cebula (1931-2019) a byl slavnostně instalován dne 8. května 2005. Dříve byl na náměstí pomník Polsko-sovětského přátelství (Pomnik Przyjaźni polsko – radzieckiej), který byl odstraněn v roce 1991. Památník obětem války a násilí neobvyklým způsobem zobrazuje násilí a tragédii války. Na odstupňovaném kvádrovém soklu je umístěno bronzové sousoší živé oblečené ženy a mrtvého oblečeného muže. Žena je v pokleku a má na krku náhrdelník a na hlavě má čepec. Muž ná za zády svázané ruce. Žena pozvedává mrtvého muže. Dílo, které je umístěno na vydlážděném prostranství, tak ztvárňuje hrůzy tragédii válek a násilí.

### Nápisy na podstavci
Na čelní stěně soklu je reliéf polského orla a nad ním je nápis:
| „ | OFIAROM WOJEN I PRZEMOCY | OBĚTEM VÁLEK A NÁSILÍ | “ |

Na ostatních stěnách soklu je předklad nápisu do angličtiny, němčiny a ruštiny.

## Galerie

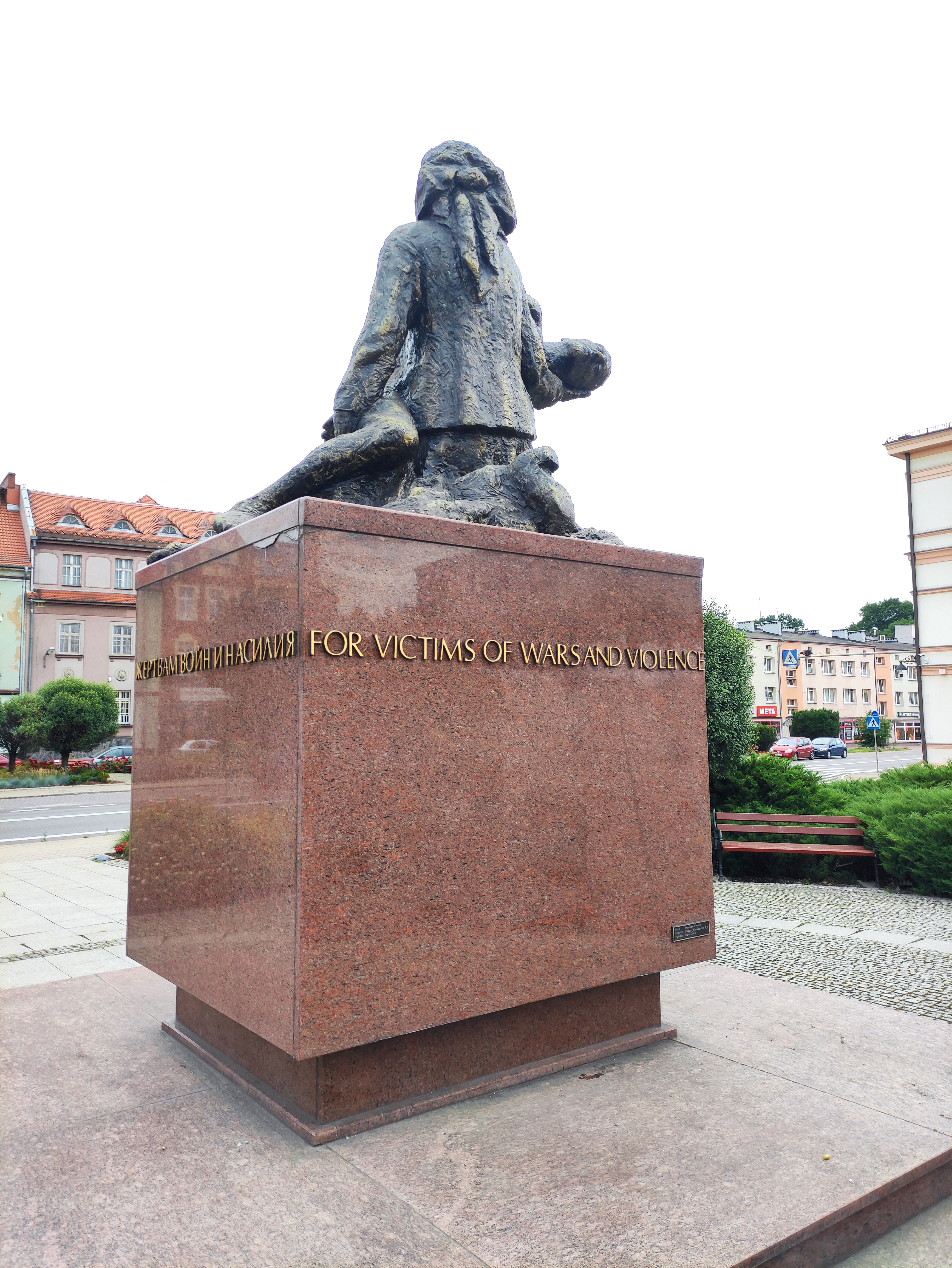
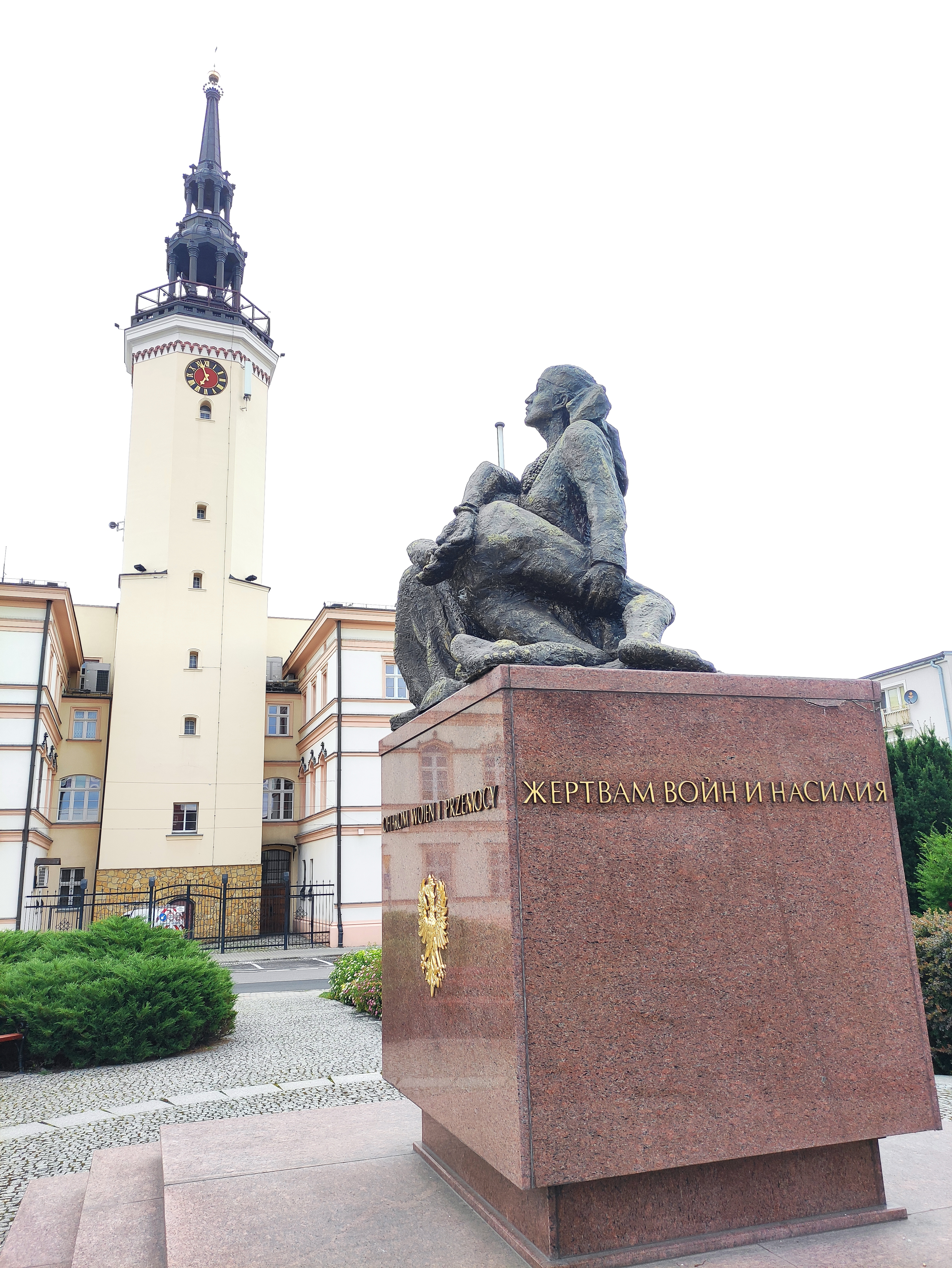
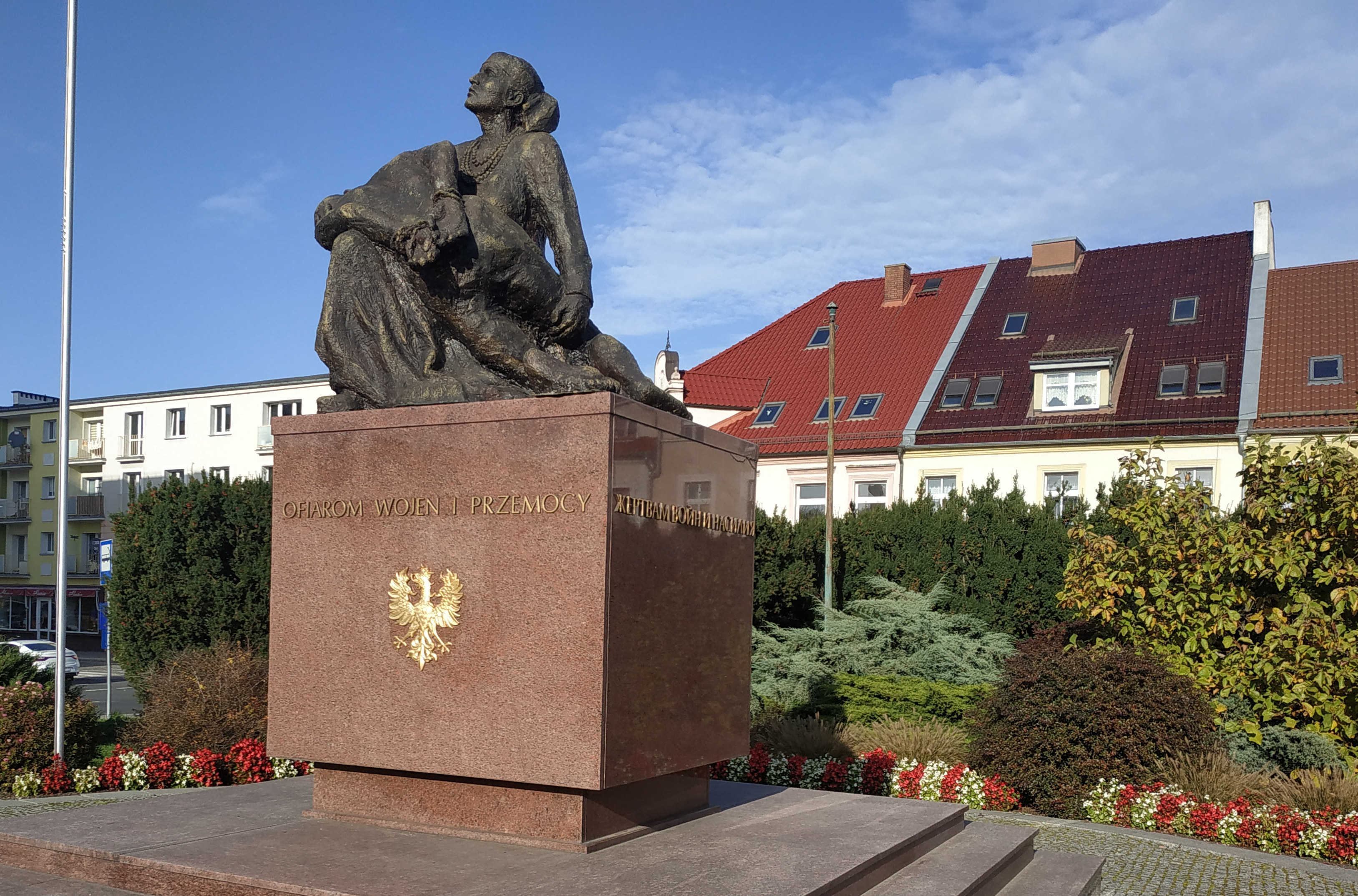
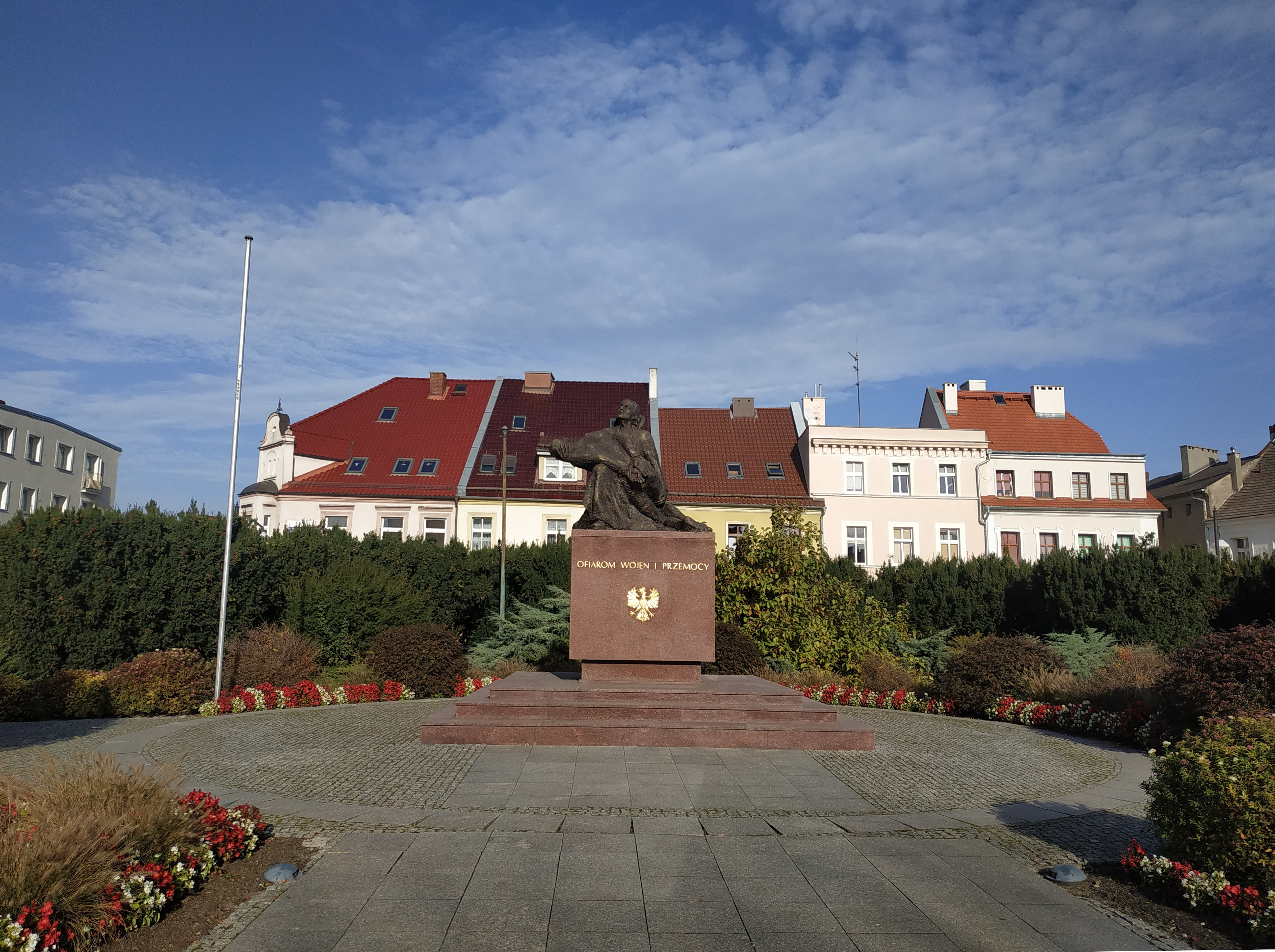

## Další informace
Místo je celoročně volně přístupné.